# آلاله ریشه‌کرکی
آلاله ریشه‌کرکی (نام علمی: Ranunculus eriorrhizus) نام یک گونه از سرده آلاله است. سردهٔ آلاله در ایران ۵۵ گونهٔ علفی یک ساله و چند ساله دارد. آلاله ریشه‌کرکی یکی از ۵۵ گونهٔ موجود در ایران است.